# Blackheath (West Midlands)
Blackheath is een plaats in het bestuurlijke gebied Sandwell, in het Engelse graafschap West Midlands. In 2001 telde de plaats 12355 inwoners.